# Fase clasificatoria de la Copa Billie Jean King 2024
La Fase clasificatoria de la Copa Billie Jean King 2024 se jugara del 12 al 14 de abril. Las ocho ganadoras de esta ronda, se clasificaron para las Finales de la Copa Billie Jean King 2024.

## Equipos
Dieciséis equipos jugarán por ocho puestos en las Finales, en series decididas de local y visitante.
Estos dieciocho equipos son:
- 8 equipos clasificados del 2 al 12 en las Finales de la Copa Billie Jean King 2023.
- 8 ganadores de los Play-Offs de la Copa Billie Jean King 2023.

| Cabezas de serie 1. Australia 2. Suiza 3. Francia 4. Estados Unidos 5. Kazajistán 6. Alemania 7. Eslovaquia 8. Rumanía | Equipos restantes - Bélgica - Eslovenia - Gran Bretaña - Brasil - Polonia - Ucrania - México - Japón |

## Resultados
| Local              | Resultado | Visitante      | Ubicación                         | Lugar                 | Superficie  | Ref. |
| ------------------ | --------- | -------------- | --------------------------------- | --------------------- | ----------- | ---- |
| Australia [1]      | 4-0       | México         | Brisbane                          | Pat Rafter Arena      | Dura        |      |
| Suiza [2]          | 0-4       | Polonia        | Biena                             | Swiss Tennis Arena    | Dura (i)    |      |
| Francia [3]        | 1-3       | Gran Bretaña   | Le Portel                         | Le Chaudron           | Arcilla (i) |      |
| Estados Unidos [4] | 4-0       | Bélgica        | Orlando                           | USTA National Campus  | Dura        |      |
| Japón              | 3-1       | Kazajistán [5] | Tokio                             | Coliseo Ariake        | Dura (i)    |      |
| Brasil             | 1-3       | Alemania [6]   | São Paulo                         | Ginásio do Ibirapuera | Arcilla (i) |      |
| Eslovaquia [7]     | 4-0       | Eslovenia      | Bratislava                        | NTC Arena             | Dura (i)    |      |
| Ucrania            | 2-3       | Rumanía [8]    | Fernandina Beach (Estados Unidos) | Racquet Park Drive    | Arcilla     |      |

### Australia vs. México
| | Bandera de Australia                                  | Australia | 4        | 0 | México | Bandera de México |
| --- | ----------------------------------------------------- | --------- | -------- | - | ------ | ----------------- |
| Pat Rafter Arena, Brisbane, Australia 12 y 13 de abril de 2022 Dura (al aire libre) |                                                       |           |          |   |        |                   |
| \| 1 \| Arina Rodionova \| 3 \| 6 \| 6 \| \| 1 \| Giuliana Olmos \| 6 \| 3 \| 1 \| \| 2 \| Daria Saville \| 6 \| 6 \| \| \| 2 \| Marcela Zacarías \| 1 \| 0 \| \| \| 3 \| Taylah Preston \| 6 \| 6 \| \| \| 3 \| Marcela Zacarías \| 1 \| 1 \| \| \| 4 \| Daria Saville \| No \| jugado \| \| \| 4 \| Giuliana Olmos \| Serie \| definida \| \| \| 5 \| Ellen Perez / Daria Saville \| 6 \| 6 \| \| \| 5 \| Jessica Hinojosa Gómez / Maria Fernanda Navarro Oliva \| 3 \| 1 \| \| |                                                       |           |          |   |        |                   |
| 1 | Arina Rodionova                                       | 3         | 6        | 6 |        |                   |
| 1 | Giuliana Olmos                                        | 6         | 3        | 1 |        |                   |
| 2 | Daria Saville                                         | 6         | 6        |   |        |                   |
| 2 | Marcela Zacarías                                      | 1         | 0        |   |        |                   |
| 3 | Taylah Preston                                        | 6         | 6        |   |        |                   |
| 3 | Marcela Zacarías                                      | 1         | 1        |   |        |                   |
| 4 | Daria Saville                                         | No        | jugado   |   |        |                   |
| 4 | Giuliana Olmos                                        | Serie     | definida |   |        |                   |
| 5 | Ellen Perez / Daria Saville                           | 6         | 6        |   |        |                   |
| 5 | Jessica Hinojosa Gómez / Maria Fernanda Navarro Oliva | 3         | 1        |   |        |                   |

### Suiza vs. Polonia
| | Bandera de Suiza                 | Suiza | 0        | 4 | Polonia | Bandera de Polonia |
| --- | -------------------------------- | ----- | -------- | - | ------- | ------------------ |
| Swiss Tennis Arena, Biena, Suiza 12 y 13 de abril de 2024 Dura (bajo techo) |                                  |       |          |   |         |                    |
| \| 1 \| Simona Waltert \| 3 \| 1 \| \| \| 1 \| Iga Świątek \| 6 \| 6 \| \| \| 2 \| Céline Naef \| 710 \| 5 \| 3 \| \| 2 \| Magdalena Fręch \| 68 \| 7 \| 6 \| \| 3 \| Céline Naef \| 4 \| 3 \| \| \| 3 \| Iga Świątek \| 6 \| 6 \| \| \| 4 \| Simona Waltert \| No \| jugado \| \| \| 4 \| Magdalena Fręch \| Serie \| definida \| \| \| 5 \| Céline Naef / Jil Teichmann \| 5 \| 1 \| \| \| 5 \| Maja Chwalińska / Katarzyna Kawa \| 7 \| 6 \| \| |                                  |       |          |   |         |                    |
| 1 | Simona Waltert                   | 3     | 1        |   |         |                    |
| 1 | Iga Świątek                      | 6     | 6        |   |         |                    |
| 2 | Céline Naef                      | 710   | 5        | 3 |         |                    |
| 2 | Magdalena Fręch                  | 68    | 7        | 6 |         |                    |
| 3 | Céline Naef                      | 4     | 3        |   |         |                    |
| 3 | Iga Świątek                      | 6     | 6        |   |         |                    |
| 4 | Simona Waltert                   | No    | jugado   |   |         |                    |
| 4 | Magdalena Fręch                  | Serie | definida |   |         |                    |
| 5 | Céline Naef / Jil Teichmann      | 5     | 1        |   |         |                    |
| 5 | Maja Chwalińska / Katarzyna Kawa | 7     | 6        |   |         |                    |

### Francia vs. Gran Bretaña
| | Bandera de Francia                    | Francia | 1        | 3  | Gran Bretaña | Bandera del Reino Unido |
| --- | ------------------------------------- | ------- | -------- | -- | ------------ | ----------------------- |
| Le Chaudron, Le Portel, Francia 12 y 13 de abril de 2024 Arcilla (bajo techo) |                                       |         |          |    |              |                         |
| \| 1 \| Diane Parry \| 6 \| 6 \| \| \| 1 \| Katie Boulter \| 2 \| 0 \| \| \| 2 \| Caroline Garcia \| 6 \| 3 \| 2 \| \| 2 \| Emma Raducanu \| 3 \| 6 \| 6 \| \| 3 \| Clara Burel \| 5 \| 0 \| \| \| 3 \| Katie Boulter \| 7 \| 6 \| \| \| 4 \| Diane Parry \| 6 \| 1 \| 61 \| \| 4 \| Emma Raducanu \| 4 \| 6 \| 7 \| \| 5 \| Caroline Garcia / Kristina Mladenovic \| No \| jugado \| \| \| 5 \| Harriet Dart / Heather Watson \| Serie \| definida \| \| |                                       |         |          |    |              |                         |
| 1 | Diane Parry                           | 6       | 6        |    |              |                         |
| 1 | Katie Boulter                         | 2       | 0        |    |              |                         |
| 2 | Caroline Garcia                       | 6       | 3        | 2  |              |                         |
| 2 | Emma Raducanu                         | 3       | 6        | 6  |              |                         |
| 3 | Clara Burel                           | 5       | 0        |    |              |                         |
| 3 | Katie Boulter                         | 7       | 6        |    |              |                         |
| 4 | Diane Parry                           | 6       | 1        | 61 |              |                         |
| 4 | Emma Raducanu                         | 4       | 6        | 7  |              |                         |
| 5 | Caroline Garcia / Kristina Mladenovic | No      | jugado   |    |              |                         |
| 5 | Harriet Dart / Heather Watson         | Serie   | definida |    |              |                         |

### Estados Unidos vs. Bélgica
| | Bandera de Estados Unidos           | Estados Unidos | 4        | 0 | Bélgica | Bandera de Bélgica |
| --- | ----------------------------------- | -------------- | -------- | - | ------- | ------------------ |
| USTA National Campus, Orlando, Estados Unidos 12 y 13 de abril de 2024 Dura (al aire libre) |                                     |                |          |   |         |                    |
| \| 1 \| Jessica Pegula \| 4 \| 6 \| 6 \| \| 1 \| Sofia Costoulas \| 6 \| 2 \| 3 \| \| 2 \| Emma Navarro \| 4 \| 6 \| 6 \| \| 2 \| Hanne Vandewinkel \| 6 \| 4 \| 3 \| \| 3 \| Jessica Pegula \| 6 \| 6 \| \| \| 3 \| Hanne Vandewinkel \| 2 \| 0 \| \| \| 4 \| Emma Navarro \| No \| jugado \| \| \| 4 \| Sofia Costoulas \| Serie \| definida \| \| \| 5 \| Caroline Dolehide / Taylor Townsend \| 6 \| 6 \| \| \| 5 \| Marie Benoît / Kimberley Zimmermann \| 3 \| 1 \| \| |                                     |                |          |   |         |                    |
| 1 | Jessica Pegula                      | 4              | 6        | 6 |         |                    |
| 1 | Sofia Costoulas                     | 6              | 2        | 3 |         |                    |
| 2 | Emma Navarro                        | 4              | 6        | 6 |         |                    |
| 2 | Hanne Vandewinkel                   | 6              | 4        | 3 |         |                    |
| 3 | Jessica Pegula                      | 6              | 6        |   |         |                    |
| 3 | Hanne Vandewinkel                   | 2              | 0        |   |         |                    |
| 4 | Emma Navarro                        | No             | jugado   |   |         |                    |
| 4 | Sofia Costoulas                     | Serie          | definida |   |         |                    |
| 5 | Caroline Dolehide / Taylor Townsend | 6              | 6        |   |         |                    |
| 5 | Marie Benoît / Kimberley Zimmermann | 3              | 1        |   |         |                    |

### Japón vs. Kazajistán
| | Bandera de Japón                   | Japón | 3        | 1    | Kazajistán | Bandera de Kazajistán |
| --- | ---------------------------------- | ----- | -------- | ---- | ---------- | --------------------- |
| Coliseo Ariake, Tokio, Japón 12 y 13 de abril de 2024 Dura (bajo techo) |                                    |       |          |      |            |                       |
| \| 1 \| Nao Hibino \| 6 \| 6 \| \| \| 1 \| Anna Danilina \| 1 \| 0 \| \| \| 2 \| Naomi Osaka \| 6 \| 7 \| \| \| 2 \| Yúliya Putíntseva \| 2 \| 65 \| \| \| 3 \| Nao Hibino \| 6 \| 3 \| 79 \| \| 3 \| Yúliya Putíntseva \| 4 \| 6 \| 67 \| \| 4 \| Naomi Osaka \| No \| jugado \| \| \| 4 \| Anna Danilina \| Serie \| definida \| \| \| 5 \| Shuko Aoyama / Ena Shibahara \| 67 \| 6 \| [9] \| \| 5 \| Anna Danilina / Zhibek Kulambayeva \| 79 \| 3 \| [11] \| |                                    |       |          |      |            |                       |
| 1 | Nao Hibino                         | 6     | 6        |      |            |                       |
| 1 | Anna Danilina                      | 1     | 0        |      |            |                       |
| 2 | Naomi Osaka                        | 6     | 7        |      |            |                       |
| 2 | Yúliya Putíntseva                  | 2     | 65       |      |            |                       |
| 3 | Nao Hibino                         | 6     | 3        | 79   |            |                       |
| 3 | Yúliya Putíntseva                  | 4     | 6        | 67   |            |                       |
| 4 | Naomi Osaka                        | No    | jugado   |      |            |                       |
| 4 | Anna Danilina                      | Serie | definida |      |            |                       |
| 5 | Shuko Aoyama / Ena Shibahara       | 67    | 6        | [9]  |            |                       |
| 5 | Anna Danilina / Zhibek Kulambayeva | 79    | 3        | [11] |            |                       |

### Brasil vs. Alemania
| | Bandera de Brasil                     | Brasil | 1        | 3 | Alemania | Bandera de Alemania |
| --- | ------------------------------------- | ------ | -------- | - | -------- | ------------------- |
| Ginásio do Ibirapuera, São Paulo, Brasil 12 y 13 de abril de 2024 Arcilla (bajo techo) |                                       |        |          |   |          |                     |
| \| 1 \| Beatriz Haddad Maia \| 4 \| 2 \| \| \| 1 \| Laura Siegemund \| 6 \| 6 \| \| \| 2 \| Laura Pigossi \| 6 \| 4 \| 4 \| \| 2 \| Tatjana Maria \| 2 \| 6 \| 6 \| \| 3 \| Beatriz Haddad Maia \| 5 \| 6 \| 6 \| \| 3 \| Anna-Lena Friedsam \| 7 \| 0 \| 1 \| \| 4 \| Laura Pigossi \| 1 \| 6 \| 3 \| \| 4 \| Laura Siegemund \| 6 \| 2 \| 6 \| \| 5 \| Beatriz Haddad Maia / Luisa Stefani \| No \| jugado \| \| \| 5 \| Anna-Lena Friedsam / Angelique Kerber \| Serie \| definida \| \| |                                       |        |          |   |          |                     |
| 1 | Beatriz Haddad Maia                   | 4      | 2        |   |          |                     |
| 1 | Laura Siegemund                       | 6      | 6        |   |          |                     |
| 2 | Laura Pigossi                         | 6      | 4        | 4 |          |                     |
| 2 | Tatjana Maria                         | 2      | 6        | 6 |          |                     |
| 3 | Beatriz Haddad Maia                   | 5      | 6        | 6 |          |                     |
| 3 | Anna-Lena Friedsam                    | 7      | 0        | 1 |          |                     |
| 4 | Laura Pigossi                         | 1      | 6        | 3 |          |                     |
| 4 | Laura Siegemund                       | 6      | 2        | 6 |          |                     |
| 5 | Beatriz Haddad Maia / Luisa Stefani   | No     | jugado   |   |          |                     |
| 5 | Anna-Lena Friedsam / Angelique Kerber | Serie  | definida |   |          |                     |

### Eslovaquia vs. Eslovenia
| | Bandera de Eslovaquia                   | Eslovaquia | 4        | 0    | Eslovenia | Bandera de Eslovenia |
| --- | --------------------------------------- | ---------- | -------- | ---- | --------- | -------------------- |
| NTC Arena, Bratislava, Eslovaquia 12 y 13 de abril de 2024 Dura (bajo techo) |                                         |            |          |      |           |                      |
| \| 1 \| Anna Schmiedlová \| 6 \| 6 \| \| \| 1 \| Ela Nala Milić \| 4 \| 3 \| \| \| 2 \| Viktória Hrunčáková \| 6 \| 5 \| 6 \| \| 2 \| Veronika Erjavec \| 1 \| 7 \| 3 \| \| 3 \| Renáta Jamrichová \| 6 \| 6 \| \| \| 3 \| Veronika Erjavec \| 2 \| 0 \| \| \| 4 \| Viktória Hrunčáková \| No \| jugado \| \| \| 4 \| Ela Nala Milić \| Serie \| definida \| \| \| 5 \| Viktória Hrunčáková / Tereza Mihalíková \| 6 \| 2 \| [10] \| \| 5 \| Pia Lovrič / Ela Nala Milić \| 1 \| 6 \| [6] \| |                                         |            |          |      |           |                      |
| 1 | Anna Schmiedlová                        | 6          | 6        |      |           |                      |
| 1 | Ela Nala Milić                          | 4          | 3        |      |           |                      |
| 2 | Viktória Hrunčáková                     | 6          | 5        | 6    |           |                      |
| 2 | Veronika Erjavec                        | 1          | 7        | 3    |           |                      |
| 3 | Renáta Jamrichová                       | 6          | 6        |      |           |                      |
| 3 | Veronika Erjavec                        | 2          | 0        |      |           |                      |
| 4 | Viktória Hrunčáková                     | No         | jugado   |      |           |                      |
| 4 | Ela Nala Milić                          | Serie      | definida |      |           |                      |
| 5 | Viktória Hrunčáková / Tereza Mihalíková | 6          | 2        | [10] |           |                      |
| 5 | Pia Lovrič / Ela Nala Milić             | 1          | 6        | [6]  |           |                      |

### Ucrania vs. Rumania
| | Bandera de Ucrania                  | Ucrania | 2  | 3 | Rumania | Bandera de Rumania |
| --- | ----------------------------------- | ------- | -- | - | ------- | ------------------ |
| Racquet Park Drive, Fernandina Beach, Estados Unidos 12 y 13 de abril de 2024 Arcilla (al aire libre) |                                     |         |    |   |         |                    |
| \| 1 \| Lesia Tsurenko \| 3 \| 6 \| 6 \| \| 1 \| Ana Bogdan \| 6 \| 2 \| 0 \| \| 2 \| Elina Svitolina \| 6 \| 7 \| \| \| 2 \| Jaqueline Cristian \| 3 \| 5 \| \| \| 3 \| Elina Svitolina \| 4 \| 6 \| 3 \| \| 3 \| Ana Bogdan \| 6 \| 4 \| 6 \| \| 4 \| Lesia Tsurenko \| 6 \| 4 \| 4 \| \| 4 \| Jaqueline Cristian \| 2 \| 6 \| 6 \| \| 5 \| Lyudmyla Kichenok / Nadiia Kichenok \| 2 \| 67 \| \| \| 5 \| Ana Bogdan / Jaqueline Cristian \| 6 \| 79 \| \| |                                     |         |    |   |         |                    |
| 1 | Lesia Tsurenko                      | 3       | 6  | 6 |         |                    |
| 1 | Ana Bogdan                          | 6       | 2  | 0 |         |                    |
| 2 | Elina Svitolina                     | 6       | 7  |   |         |                    |
| 2 | Jaqueline Cristian                  | 3       | 5  |   |         |                    |
| 3 | Elina Svitolina                     | 4       | 6  | 3 |         |                    |
| 3 | Ana Bogdan                          | 6       | 4  | 6 |         |                    |
| 4 | Lesia Tsurenko                      | 6       | 4  | 4 |         |                    |
| 4 | Jaqueline Cristian                  | 2       | 6  | 6 |         |                    |
| 5 | Lyudmyla Kichenok / Nadiia Kichenok | 2       | 67 |   |         |                    |
| 5 | Ana Bogdan / Jaqueline Cristian     | 6       | 79 |   |         |                    |